# Frälserytteriet i Ryssland

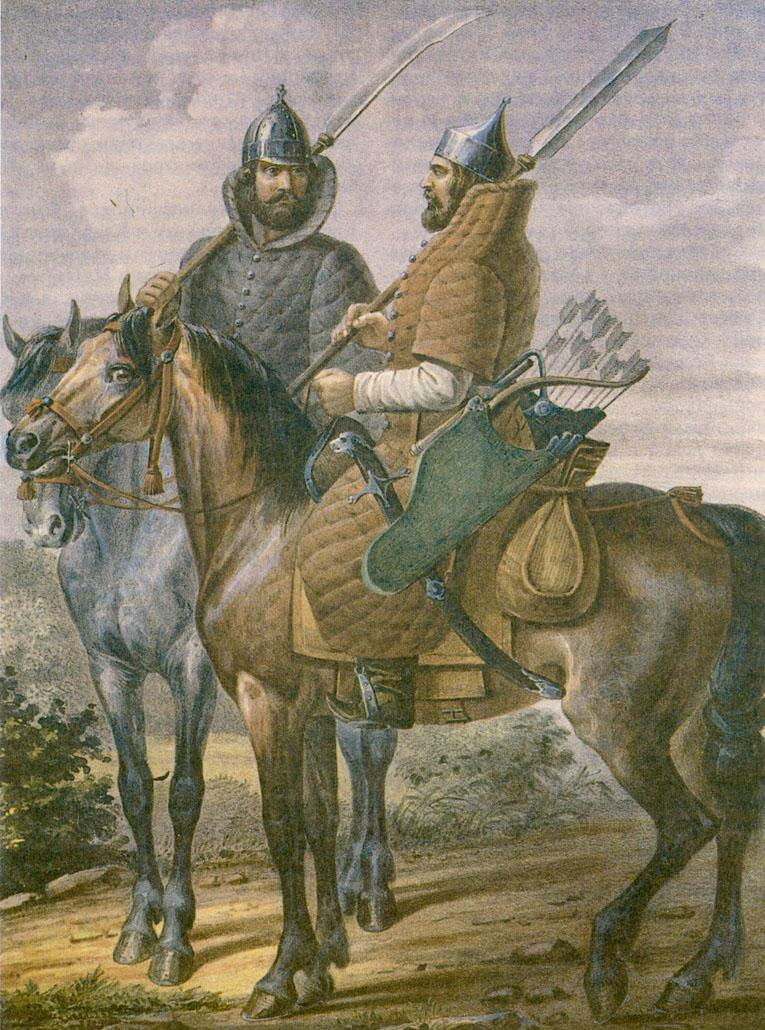
Frälserytteriets klädsel och utrustning var oförändrade till slutet av sextonhundratalet.

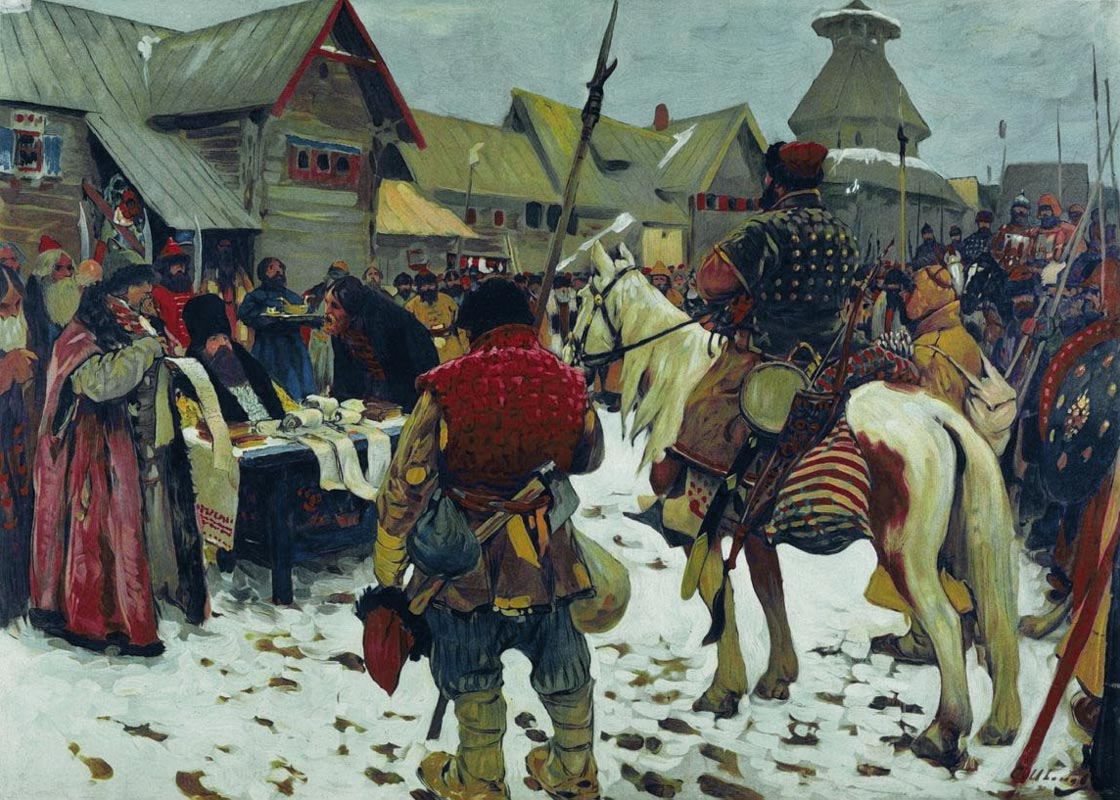
Frälserytteriet mönstras inför ett stundande krigståg.

Frälserytteriet (Поместное войско) (eg. "förläningshären") - kavalleri uppsatt genom adelns rusttjänst - utgjorde kärnan i det ryska rikets stridskrafter från slutet av 1400-talet till mitten av 1600-talet.

## Historia
I slutet av 1300-talet började hirden ersättas av feodalt rytteri under bojarernas ledning. På fjortonhundratalet fick frälserytteriet större betydelse och ersatte städernas borgarbeväpningar. Den ryska hären bestod nu av ryttare från det storfurstliga hovet och från underordnade furstars och bojarers hov. Ett fullt utbildat frälserytteri baserad på förläningsjord organiserades under Ivan III av Moskva. Med tiden blev storfursten länsherre över all adel och den som utdelade förläningarna. Under Ivan den förskräcklige organiserades frälserytteriet och underställdes ett särskilt ämbetsverk i Moskva vilket hade till uppgift att kontrollera efterlevnaden av förläningstagarnas samtidigt kodifierade tjänsteförpliktelser. Under Stora oredan förföll frälserytteriet. De klarade inte av att längre bekämpa yttre fiender eller slå ned bondeupproren. Många frälsemän förlorade kontrollen över sin jord och kunde inte längre klara av att finansiera sin krigstjänst. Efter Stora oredan gjorde därför staten stora ansträngningar för att genom bland annat penningavlöning återskapa frälserytteriets stridsförmåga. Genom romanovernas reformer skapades inhemska kavalleriförband organiserade efter västeuropeisk förebild, som underställdes ett eget ämbetsverk. I dessa förband tjänstgjorde många adelsmän vilka förlorat sin jord. Frälserytteriet avskaffades genom Peter den stores reformer. Ännu i början av Stora nordiska kriget tjänstgjorde frälserytteriet i fält och dess panikartade flykt under slaget vid Narva bidrog i hög grad till den ryska förlusten.

## Storlek
I början på 1500-talet uppgick den ryska hären till ca 40 000 krigsmän, de flesta av dem tillhörde frälserytteriet. 1563 uppgick frälserytteriet till ca 18 000 adelsmän och ca 12 000 soldatslavar. I slutet på detta århundrade omfattade det ca 25 000 adelsmän och lika många soldatslavar. För 1600-talet är källorna bättre. 1632 fanns det 37 763 adliga ryttare och det totala antalet krigare i frälserytteriet var cirka 40 - 50 000 krigare. Från mitten av 1600-talet minskade frälserytteriets betydelse genom uppsättningen av förband organiserade efter västerländska förebilder. Många adelsmän tjänstgjorde nu i dessa nya ryttarförband istället för i frälserytteriet. 1663 fanns det i frälserytteriet 21 850 adelsmän och 1680 16 097 adliga.